# Гунас, Андреас
Андреас Гунас (греч. Ανδρέας Γούνας, род. 26 августа 1957, Пирей) — греческий ватерполист, полевой игрок. Участник летних Олимпийских игр 1980 и 1984 годов.

## Биография
Андреас Гунас родился 26 августа 1957 года в греческом городе Пирей.
Играл в водное поло за «Олимпиакос» из Афин.
В 1980 году вошёл в состав сборной Греции по водному поло на летних Олимпийских играх в Москве, занявшей 10-е место. Играл в поле, провёл 8 матчей, забросил 3 мяча (по одному в ворота сборных Швеции, Болгарии и Италии).
В 1984 году вошёл в состав сборной Греции по водному поло на летних Олимпийских играх в Лос-Анджелесе, занявшей 8-е место. Играл в поле, провёл 7 матчей, забросил 5 мячей (два в ворота сборной Италии, по одному — Канаде, Японии и Китаю).

## Семья
Жена Андреаса Гунаса занималась софтболом, дочь и сын Александрос Гунас (род. 1989) — водным поло. Александрос Гунас в 2016 году выступал за сборную Греции на летних Олимпийских играх в Рио-де-Жанейро.